# 格罗伊森
格罗伊森（德語：Greußen，發音：[ˈɡʁɔʏsn̩] ⓘ）是德国图林根州基夫霍伊瑟县的城市，面积86.82平方千米，2023年12月31日人口为5,711人。2021年1月1日，市镇格罗森埃里希和沃尔弗施文达并入格罗伊森。